# 智度寺塔
智度寺塔，位于中国河北省涿州市，是一座辽代楼阁式塔，高44米。1982年被列为河北省文物保护单位，2001年与云居寺塔共同作为涿州双塔被列为第五批全国重点文物保护单位。